# 佐藤大宗
佐藤 大宗（日语：／ Satō Taishu，1993年10月20日—），日本男子现代五项运动员。他曾代表日本参加2024年夏季奥林匹克运动会现代五项比赛，获得一枚银牌。他也曾参加2022年亚洲运动会。